# Bandeira de Bonaire
A bandeira da Bonaire é um dos símbolos oficiais de Bonaire, uma ilha das Antilhas Neerlandesas.

## Descrição
Seu desenho consiste em um retângulo de proporção largura-comprimento de 2:3. Tem um grande triângulo azul no canto inferior direito e um pequeno triângulo amarelo no canto superior esquerdo. Os triângulos são separadas por uma faixa branca, no interior a uma bússola negra e uma estrela vermelha de seis pontas.

## Simbolismo
O azul e o amarelo dos triângulos representam o mar e sol, respectivamente, enquanto a divisão faixa branca representa o céu. As cores vermelho, branco e azul também mostram a lealdade para com o Reino dos Países Baixos.
A bússola preta representa a população de Bonaire que vêm dos quatro cantos do mundo. A estrela vermelha de seis pontas representa a original seis ilhas das Antilhas Neerlandesas; Sint Maarten, Sint Eustatius, Saba, Aruba, Curaçao, Bonaire.